# Túpolev Tu-144
El Túpolev Tu-144 fou el primer avió comercial supersònic, fabricat per Túpolev de forma independent a la Unió Soviètica. El primer vol d'un prototip de proves es dugué a terme el 31 de desembre del 1968, a prop de Moscou. Dos mesos abans que el vol del Concorde de França i el Regne Unit, que estigué en desenvolupament de forma paral·lela i al qual superava en pes, mida, velocitat i capacitat, però no en autonomia ni en abast, ja que els primers vols consumien molt combustible a vol supersònic. El Túpolev Tu-144 va superar la barrera del so per primer cop, al 5 de juny del 1969, convertint-se així en el primer transport comercial que va excedir la velocidad de Mach 2.

## Història
El projecte de disseny del Túpolev Tu-144 va començar a la dècada dels 1960. El 1965 fou presentat com a maqueta al saló aeronàutic de Le Bourget, a París, on ja sis anys abans s'havia presentat la maqueta del projecte Concorde. El primer prototip (CCCP-68001) va realitzar el seu primer vol (de proves) el 21 de desembre del 1968, encara que es mantingué en proves bastants anys.
Va arribar a èsser el primer avió comercial a reacció a arribar a la velocitat Mach 1 i Mach 2, bastant per davant del Concorde.
A partir del 22 de febrer de l'any 1977, el Túpolev Tu-144 fou utilitzat a una sèrie de 50 vols de calibratge. La segona unitat en sèrie del Túpolev Tu-144 va patir un accident al Saló aeronàutic de Le Bourget, al mateix lloc on la seva maqueta fou presentada anys abans.
El servei de càrrega d'Aeroflot novament comença el 23 juny del 1979 usant la nova variant de producció en sèrie Tu-144D, amb nous motors, que li asseguraven major autonomia de vol i abast, incloent rutes més llargues des de Moscou a Khabarovsk, possibilitades per la major eficiència dels motors RD-36-51 que incloïa el Tu-144D, però aquests vols de càrrega no es varen mantenir durant molt de temps.
Més tard, l'any 1994 es va produir la firma a Vancouver d'un acord, pel qual la NASA va modificar un Tu-144D, i desenvolupant un conjunt d'investigacions atmosfèriques amb ell. Al 29 de novembre del 1996 es duu a terme el primer vol de l'avió modificat, anomenat Tu-144LL. Aquest programa es va estendre fins al 1999, quan fou cancel·lat.
El Túpolev Tu-144 no es va produir en grans quantitats i tampoc fou exportat a altres països. Pel seu alt cost de producció i per ser un avió molt especialitzat al desenvolupament. A part, els seus vols estaven limitats dins la Unió Soviètica.

## Història operacional

### Servei Operacional
Els Tu-144S entraren en servei el 26 de desembre de 1975, en la preparació per als serveis de passatgers, que van començar a l'1 de novembre de l'any 1977.
El servei de passatgers va córrer un servei semi-programat fins al primer Tu-144D, que va experimentar un error en vol durant un vol de prova abans del lliurament, un aterratge forçós, en el 23 de maig del 1978, amb dues víctimes mortals de la tripulació. L'últim vol regular de viatgers va èsser al 1 juny de 1978.
El servei de càrrega d'Aeroflot va començar utilitzant la nova variant Tu-144D el 23 de juny de 1979, incloent les rutes més llargues de Moscou a Khabarovsk, que foren possibles gràcies als turborreactors més eficients Kolestov RD-36-51, que també van augmentar la velocitat màxima de creuer a Mach 2,15.
Incloent els 55 vols de passatgers, hi havia 102 vols programats abans de l'aturada de servei comercial de l'aeronau.

### Ús posterior
El programa Tu-144 fou cancel·lat per un decret del govern soviètic a l'1 de juliol del 1983, que també va proporcionar l'ús futur dels avions Tu-144 com laboratoris aerotransportats. El 1985, el Tu-144D es va utilitzar per entrenar pilots per al transbordador espacial soviètic Buran. Del 1986 al 1988 el Tu-144D Nº 77.114, construït el 1981, va ser utilitzat per a la investigació mèdica i biològica de les condicions radiològiques a l'atmosfera a gran altura. La investigació addicional va ser planejada, però no es va completar per falta de pressupost.

### Ús a la NASA
A principis de la dècada de 1990, una dona de negocis, Judith DePaul, i la seva companyia Aeroespacial IBP van negociar un acord amb Túpolev, la NASA, Rockwell i posteriorment Boeing. Els van oferir un Tu-144 com a avió de proves per al seu programa d'Investigació Comercial alta velocitat, amb la intenció de dissenyar un avió supersònic de segona generació anomenat Transport Civil d'Alta Velocitat. El 1995, un Tu-144D (amb només 82,5 hores de vol) va ser tret d'emmagatzematge i després d'una àmplia modificació d'un cost de 350 milions de dòlars EUA, va designar el Tu-144LL. L'avió va fer un total de 27 vols durant 1996 i 1997. Tot i considerar-se com un èxit tècnic, el projecte va ser cancel·lat per falta de finançament en 1999.
Segons els informes, aquest avió va ser venut al juny de 2001 per 11$ Milions de US dòlars, a través d'una subhasta en línia, però la venda d'avions no va procedir. Tejavia Systems, la companyia que fa servir la transacció, ha informat que el septembre de 2003 l'acord no va ser signat perquè era equip militar i el govern rus no els permetria exportar.

## Disseny

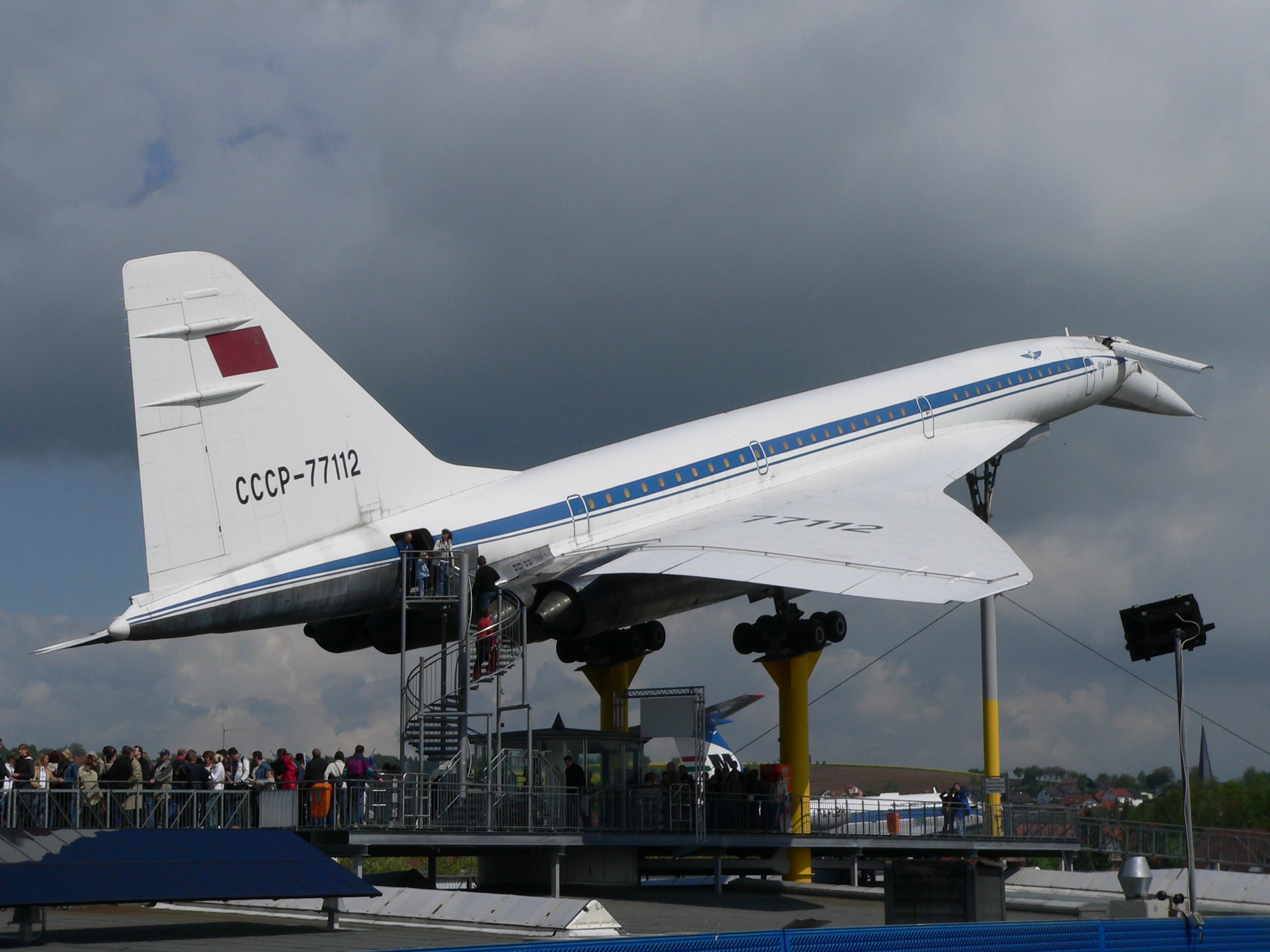
Vista darrera del Túpolev Tu-144, es poden observar les estranyes ales.

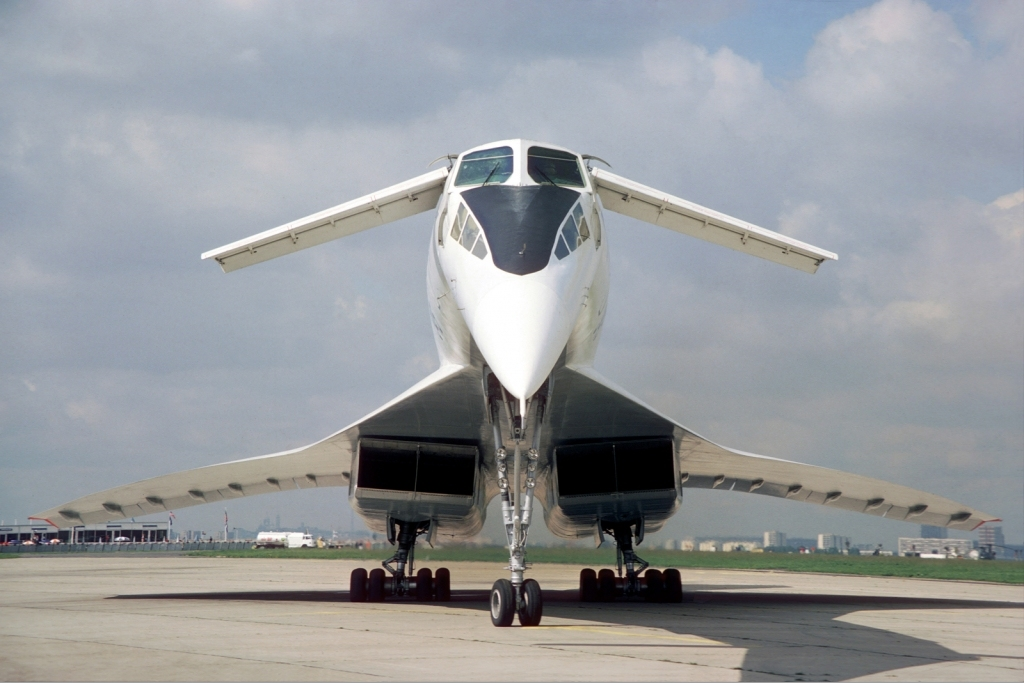
Vista frontal del Tu-144, amb els canards retraïbles.

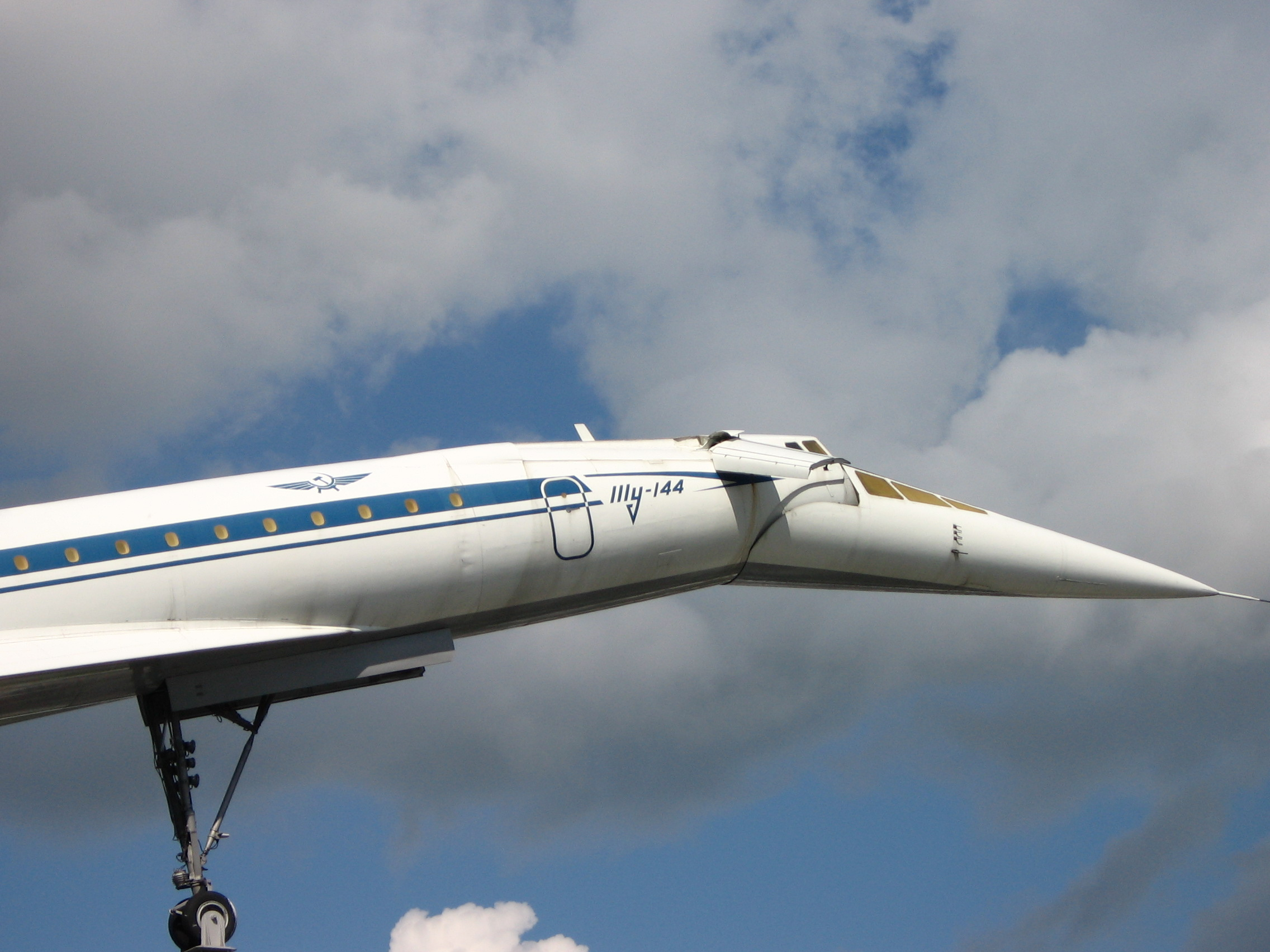
La punta inclinada del Tu-144.

Va ser un avió de transport supersònic, amb disseny d'ala delta en combinació amb timons de profunditat davanters de geometria variable, que es retreuen sobre el fuselatge central, cosa que li permet obtenir una gran capacitat d'elevació en enlairaments i eficient maniobrabilitat en els aterratges; equipat amb 4 grans motors de turbina i sistema de postcombustió, això esdevingué la velocitat supersònica.
El primer disseny de proves no incorporava timons de profunditat davanters; en ell els motors estaven instal·lats més junts sota el fuselatge central i el tren d'aterratge, es guardava sota les ales principals, en forma semblant al disseny del bombarder B-58 Hustler dels Estats Units, però els dissenys posteriors de producció en sèrie, van instal·lar el nou tren d'aterratge sota els motors i els alerons davanters, després de diverses proves de disseny en túnels de vent, es va demostrar que d'aquesta forma aportaria més eficàcia.
El tren d'aterratge davanter comptava amb dues rodes, és alt i es guarda sota la cabina de comandament; el tren d'aterratge principal té 8 rodes a cada costat, l'eix de les rodes gira cap a dins, girant novament per alinear-se amb el pal del tren d'aterratge, que es retreu cap endavant, per ocupar menys espai en la seva fossa, assignada sota els motors, en un disseny especial i únic en el seu tipus, que encara que era molt pesant i complicat, mai va presentar problemes durant el seu periòde operatiu.
El fuselatge de forma circular i prim, ajuda a dissipar l'ona de xoc en vol supersònic i porta l'aire fins a les ales principals, que estan lleument inclinades cap avall, per tal d'obtenir una major taxa elevació, amb els motors sota les ales per a capturar l'aire sense interferir amb el disseny de la nau, la part davantera de la cabina, la punta aerodinàmica pot baixar, per facilitar el seu aterratge, en forma similar a l'avió de passatgers supersònic francès Concorde i podia pujar completament, per donar-li un perfil aerodinàmic d'alta eficiència, aconseguint volar al doble de la velocitat del so en forma sostinguda.
Les ales principals compten amb un disseny especial i totalment únic al seu tipus, amb una vora d'atac que forma un petit angle amb les ales, que s'estén fins a la cabina de comandament, li permet desplaçar l'aire des del fuselatge central cap enrere de la nau, per així superar la barrera del so i obtenir major elevació.

## Producció
Es van construir total de 16 aeronaus Túpolev Tu-144:
- El prototip Tu-144, (nombre de registre 68001).
- Una pre-producció del Tu-144S, (nombre de registre 77.101).
- Nou de producció del Tu-144S, (nombre de registre 77.102):
- Cinc models Tu-144D, (nombre de registre 77.111).

L'últim avió de la producció, El Tu-144D (nombre de registre 77.116), no es va completar i es va quedar abandonat durant molts anys al camp d'aviació de Voronezh Orient. Hi va haver que el van utilitzar amb una cèl·lula de prova de terra per a proves estàtiques en paral·lel amb el desenvolupament del prototip de 68,001.
Encara que el seu últim vol comercial de passatgers fou el 1978, la producció del Tu-144 no va cessar fins a 1983, quan es va aturar la construcció de l'estructura de l'avió i se'n va anar parcialment complet.

## Fi de la producció
La decisió d'aturar la producció del Tu-144D fou emesa el 7 de gener del 1982, seguit per un decret del govern de l'URSS de l'1 de juliol del 1983, consistent en deixar el programa Tu-144 i utilitzar els ja produïts Tu-144 com a laboratoris voladors. La decisió oficial de cessar el programa Tu-144 va ser, amb tota probabilitat relacionada, en certa manera, al canvi generacional en la direcció soviètica i la sortida dels funcionaris que tenien fort compromís individual amb l'El Tu-144 i participacions en el projecte, i el corresponent canvi en el balanç burocràtic. El Tu-144 va ser pitjor després de la mort del ministre Petr Dementiev el 14 de maig 1977.
En retrospectiva, és evident que el Tu-144 petia d'una febre en el procés de disseny, aquesta carrera per aixecar el vol va exigir una pena molt dura després. A diferència de desenvolupament Concorde, el projecte del Tu-144 també es va veure fortament impulsat ideològicament per motius polítics de les carreres autoimposades soviètiques contra Concorde. La forma soviètica de pensament posat un gran èmfasi en la realització de tasques a temps, fins i tot si això significava el producte final va ser traslladat d'urgència, el cru, ineficient i insegur.

## Motor

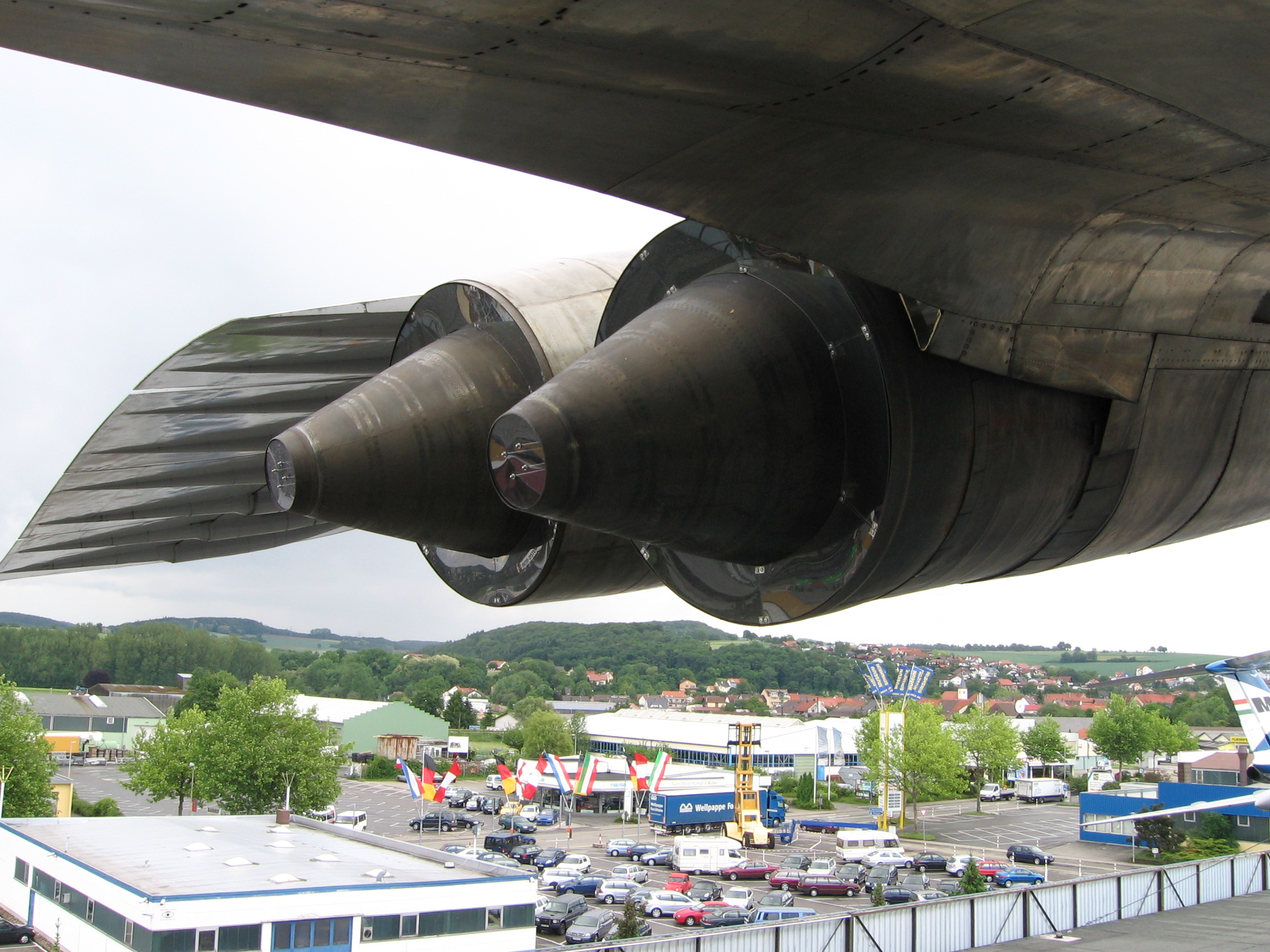
El turborreactor del Tu-144.

Els estudis van mostrar que els motors de turborreactor eren altament desitjables per a avions supersònics, però no hi havia cap disponible. El prototip del Tu-144 va ser, per tant, originalment equipat amb l'ineficient motor Kuznetsov NK-144 i conseqüentment va patir de més alta resistència aerodinàmica. Si bé això permet de prova, que no permetia creuar a Mach 2 sense postcombustió. Una velocitat de creuer màxima de 2.430 km/h (Mach 2,29) es va obtenir amb la càmera de postcombustió. Això significava que, si bé el Concorde podria mantenir el vol supersònic sense necessitat d'utilitzar els seus sistemes de postcombustió, el Tu-144 no podia. El treball posterior dels Tu-144S va resoldre aquesta deficiència. Els motors, per tant tenien una gamma limitada d'uns 2.500 quilòmetres, molt menys abast que el motor Rolls-Royce/Snecma Olympus 593 de turborreactor que alimentava al Concorde.
La primera producció del Tu-144S es va presentar a 1973 al Paris Air Show al dia abans que s'estavellés.

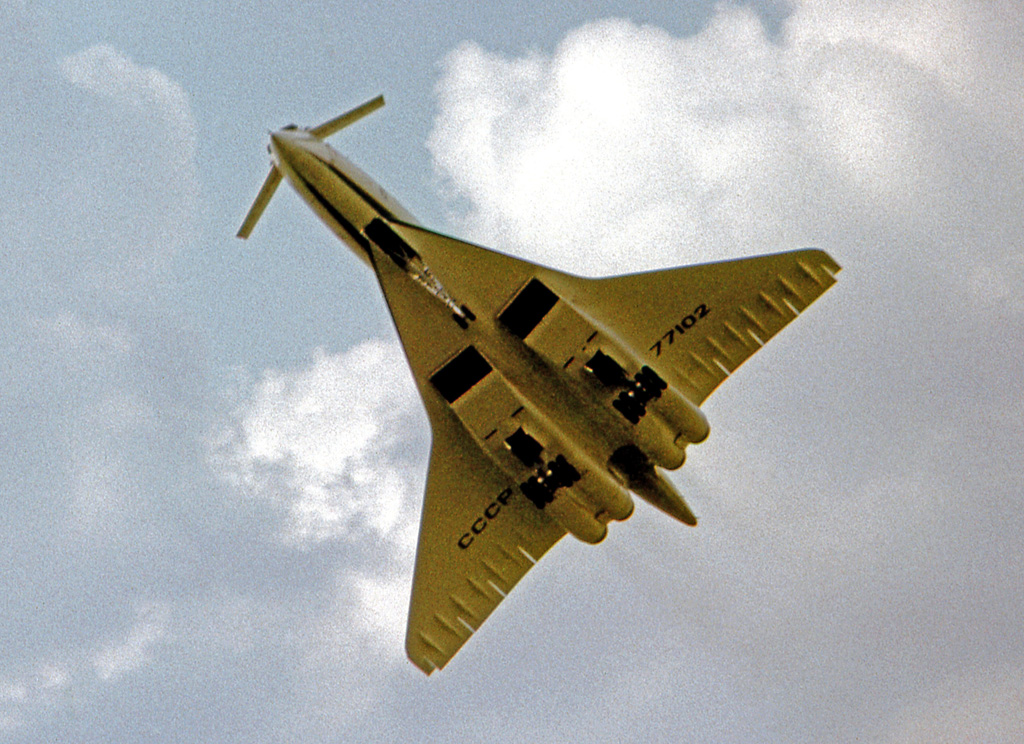
La primera producció del Tu-144S en vol al Paris Air Show.

El model del Tu-144S, dels quals es van produir 9, va comptar amb els motors Kuznetsov NK-144F que oferien una millor eficiència de combustible al motor original. Els quatre motors de cadascun tenien una empenta màxima de postcombustió de 200 kN, i cadascun tenia conductes d'entrada separats en cada gòndola amb d'admissió variable de rampes a les entrades, incrementant la velocitat de creuer a 2.000 km/h (Mach 1,88). Això també li va donar un rang de 3.080 km, però encara menys de la meitat del rang del Concorde.
El model final del Tu-144D dels quals es van produir 6, va esser impulsat pel motor turborreactor Kolesov RD-36-51. Això li va donar al Tu-144D la capacitat de creuer a una velocitat comparable a la del Concorde, de 2.124 km/h (Mach 2,0). Els nous motors també van donar al Tu-144D una gamma molt més llarga, 6.200 km en la meitat de la càrrega completa. Els plans per a una aeronau amb una gamma de més de 7.000 quilòmetres mai foren implementades.

## Operadors
Unió Soviètica.
- Ministeri de la Producció d'Aviació
- Aerolínies Soviètiques Aeroflot

 Estats Units.
- NASA.

## Incidents

### Accident del Paris Air Show el 1973

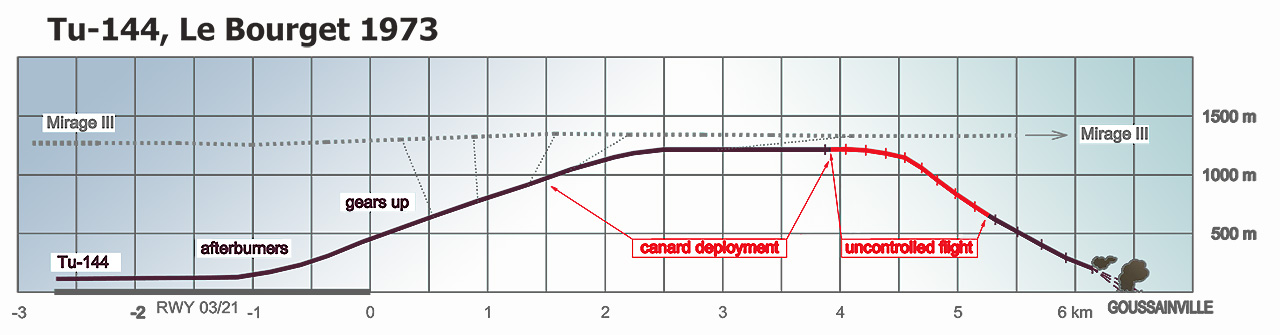
Perfil de vol del Tu-144 i del Mirage IIIR

Al Saló Aeronàutic de París, el 3 de juny de 1973, el programa de desenvolupament del Tu-144 es va veure seriosament afectat quan el primer avió de passatgers Tu-144S es va estavellar.
Mentre que en l'aire, l'El Tu-144 es va sotmetre a una baixa maniobra violenta. Tractant de sortir de la immersió posterior, el Tu-144 es va desintegrar i es va estavellar, destruint 15 cases, matant a les sis persones a bord del Tu-144 i vuit persones més a terra.
Les causes d'aquest incident segueixen sent controvertides. Una teoria popular russa va ser que el Tu-144 va tractar d'evitar un avió caça francès Mirage que intentava fotografiar les seves mentides, que era molt avançat per l'època. El vol del Mirage es va negar en l'informe original francès de l'incident, potser perquè estava involucrat en l'espionatge industrial. Informes més recents han admès l'existència del Mirage (i el fet que l'equip rus no va ser informat sobre el vol del Mirage) encara que no el seu paper en l'accident. El comunicat de premsa oficial fou el següent: "Tot i que la investigació va establir que no hi havia risc real de col·lisió entre els dos avions, el pilot soviètic tingué probabilitats d'haver estat sorprés".
Una altra teoria es refereix a deliberar la desinformació per part de l'equip anglo-francès. La idea central d'aquesta teoria era que l'equip anglo-francès sabia que l'equip soviètic planejava robar els plànols de disseny de Concorde, i els soviètics van passar falsos plans amb un disseny defectuós. El cas, segons s'afirma, va contribuir a la pressór pels soviètics de Greville Wynne el 1963 per espionatge. Wynne fou empresonat l'11 de maig de 1963, i el desenvolupament del Tu-144 no va ser sancionat fins al 16 de juliol del 1963.

## Variants
- El Tu-144 izdeliye 044 - L'únic prototip de l'avió Tu-144.

- El Tu-144 Izdeliye 004. Sis avions redissenyats impulsats per motors Kuznetsov NK-144A en barquetes àmpliament espaiades, i amb un tren d'aterratge redissenyat.

- El Tu-144DA - Una projecció de la versió millorada del Tu-144D amb una major capacitat de combustible i de rang, per tant ja es va incrementar fins a 7.500 quilòmetres.

- El Tu-144LL - Un avió Tu-144D convertit en un laboratori volador, amb motors de postcombustió turboventilador Kuznetsov NK-321. El primer vol tingué lloc el 19 de novembre del 1996, i el 27é i l'últim vol al febrer del 1998.

### Versions militars proposades
Les primeres configuracions del Tu-144 es van basar en el bombarder Tu-135, que conservava la disposició canard d'aquest avions, ales i góndoles. Derivat del bombarder Tu-135, de fet, abans d'obtenir el codi de projecte Tu-144 el seu nom clau era Tu-135P.
En el transcurs del projecte Tu-144, l'oficina de dissenys de Túpolev una sèrie de versions militars del Tu-144 foren dissenyats, però mai van ser construïts. A principis de la dècada de 1970, Túpolev va fer el desenvolupament del Tu-144R. El disseny original es va basar en els Tu-144S, però més tard va canviar a ser derivat del Tu-144D. Una altra versió del disseny portava míssils de creuer de llarg abast llançats des de l'aire similars als Kh-55. L'estudi d'aquesta versió va preveure l'ús d'hidrogen líquid per als sistemes de postcombustió.
Les perspectives civils pel Tu-144 s'estaven convertint. Mentre Túpolev va intentar "vendre" l'aeronau als militars. Un dels últims intents de vendre una versió militar del Tu-144 va ser el Tu-144MR, un projecte per a un avió de reconeixement de llarg abast per a la Marina soviètica destinada a proporcionar informació adreçada als vaixells i submarins de la Marina al mar i als teatres oceànics de les operacions. Una altra versió marina proposta anava a tenir una capacitat d'atac de dos míssils de creuer aire-terra Kh-45, juntament amb una funció de reconeixement.
Els militars van èsser poc receptius als plantejaments del Túpolev. Vasily Reshetnikov, el comandant de l'aviació estratègica soviètica i, posteriorment, un vice-comandant de la Força Aèria Soviètica, recorda com, el 1972 va ser consternat pels intents del Túpolev que van oferir als militars "es va quedar curt del seu objectiu de rendiment, va ser assetjat per problemes de fiabilitat, de combustibles i per ser difícil d'operar".

## Especificacions

### Característiques generals
- Tripulació: 3.
- Capacitat: 140 passatgers.
- Longitud: 65.50 metres.
- Envergadura: 28.80 metres.
- Altura: 12.50 metres.
- Àrea de l'ala: 506.35 metres²
- Pes en buit: 99,200 Kg.
- Pes carregat: 125,000 Kg
- Pes màxim a l'enlairament: 207,000 Kg
- Planta motriu: 4× turorrectors Kolesov RD-36-51, de 200 kN.

### Rendiment
- Velocitat de creuer: Mach 2.15 (2,120 km/h)
- Sostre de servei: 20,000 metres.
- Règim d'ascens: 3,000 metres/minut.
- Càrrega alar: 410.96 kg/m².